# Hold Me, Thrill Me, Kiss Me, Kill Me
Hold Me, Thrill Me, Kiss Me, Kill Me è un brano musicale del 1995 degli U2, utilizzato nella colonna sonora del film Batman Forever. Il singolo ha raggiunto la seconda posizione in classifica nel Regno Unito e la sedicesima negli Stati Uniti d'America. La canzone nel 1996 ha ricevuto anche una nomination agli MTV Movie Award.

## Descrizione
La canzone, nata durante le sessioni di Zooropa, è estremamente autobiografica. L'autore descrive le difficoltà dell'essere una rock star. Tra le similitudini utilizzate per descriversi, Bono utilizza quella di un mal di testa in una valigia.
La canzone è stata suonata in ogni data durante il PopMart Tour come parte dell'encore, ma è stata tuttavia accantonata fino al 2010, quando ha fatto ritorno in alcuni concerti del 360º Tour aprendo il secondo encore.

## Video musicale
Il video prodotto per Hold Me, Thrill Me, Kiss Me, Kill Me è stato realizzato in animazione ed alterna scene del film Batman Forever ad animazioni di Bono e degli U2 che si esibiscono a Gotham City, affrontando i propri alter ego.

## Tracce
Versione 1
1. "Hold Me, Thrill Me, Kiss Me, Kill Me" (Single Version) by U2 – 4:47
2. "Themes from Batman Forever" by Elliot Goldenthal – 3:39

Versione 2
1. "Hold Me, Thrill Me, Kiss Me, Kill Me" (Single Version) by U2 – 4:47
2. "Themes from Batman Forever" by Elliot Goldenthal – 3:39
3. "Tell Me Now" by Mazzy Star – 4:17

Versione 3
1. "Hold Me, Thrill Me, Kiss Me, Kill Me" (Single Version) by U2 – 4:47

## Formazione
Gruppo
- Bono - voce
- The Edge - chitarra, arrangiamento strumenti ad arco
- Adam Clayton - basso
- Larry Mullen - batteria

Altri musicisti
- Marius de Vries - tastiere, programmazione
- Craig Armstrong - arrangiamento strumenti ad arco

## Classifiche

### Classifiche settimanali
| Classifica (1995)             | Posizione massima |
| ----------------------------- | ----------------- |
| Australia                     | 1                 |
| Austria                       | 3                 |
| Belgio (Fiandre)              | 15                |
| Belgio (Vallonia)             | 4                 |
| Canada                        | 3                 |
| Danimarca                     | 2                 |
| Europa                        | 2                 |
| Finlandia                     | 1                 |
| Francia                       | 10                |
| Germania                      | 8                 |
| Irlanda                       | 1                 |
| Italia                        | 3                 |
| Norvegia                      | 1                 |
| Nuova Zelanda                 | 1                 |
| Paesi Bassi                   | 7                 |
| Regno Unito                   | 2                 |
| Stati Uniti                   | 16                |
| Stati Uniti (alternative)     | 1                 |
| Stati Uniti (mainstream rock) | 1                 |
| Stati Uniti (pop)             | 23                |
| Stati Uniti (radio)           | 15                |
| Svezia                        | 2                 |
| Svizzera                      | 5                 |

### Classifiche di fine anno
| Classifica (1995) | Posizione |
| ----------------- | --------- |
| Australia         | 29        |
| Austria           | 25        |
| Belgio (Fiandre)  | 73        |
| Belgio (Vallonia) | 28        |
| Canada            | 29        |
| Francia           | 35        |
| Germania          | 52        |
| Italia            | 27        |
| Nuova Zelanda     | 31        |
| Paesi Bassi       | 79        |
| Stati Uniti       | 81        |
| Svezia            | 17        |
| Svizzera          | 19        |